# أبو شيخ بن ثابت
أبو شيخ أبي بن ثابت بن المنذر بن حرام بن عمرو الخزرجي الأنصاري صحابي جليل من بني النجار من الأنصار شهد مع النبي محمد ﷺ غزوة بدر وغزوة أحد وقُتِل شهيداً يوم بئر معونة. وذكره ابن عبد البر في الصحابة وقال هو أخو الصحابيين أوس بن ثابت وحسان بن ثابت.